# ポルシェ・982

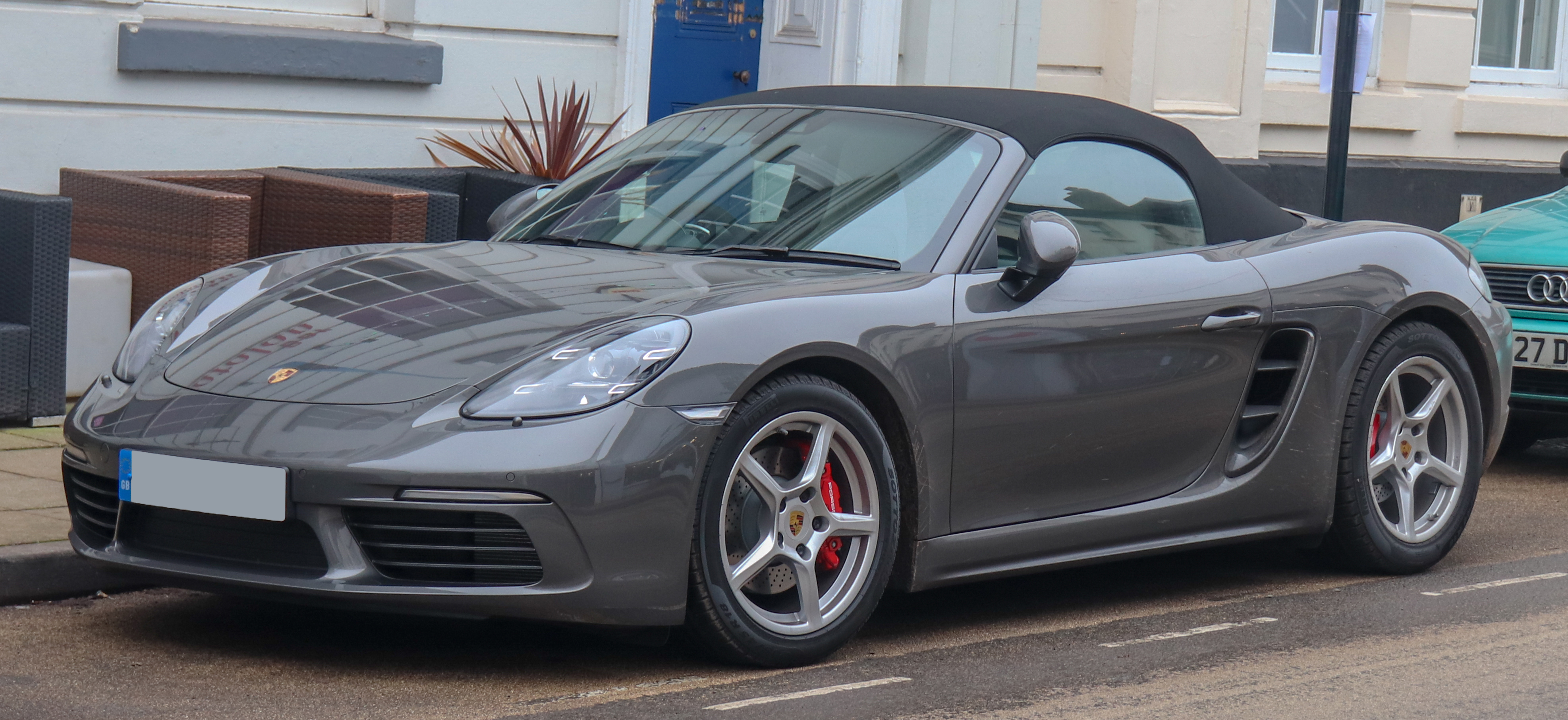
718ボクスター

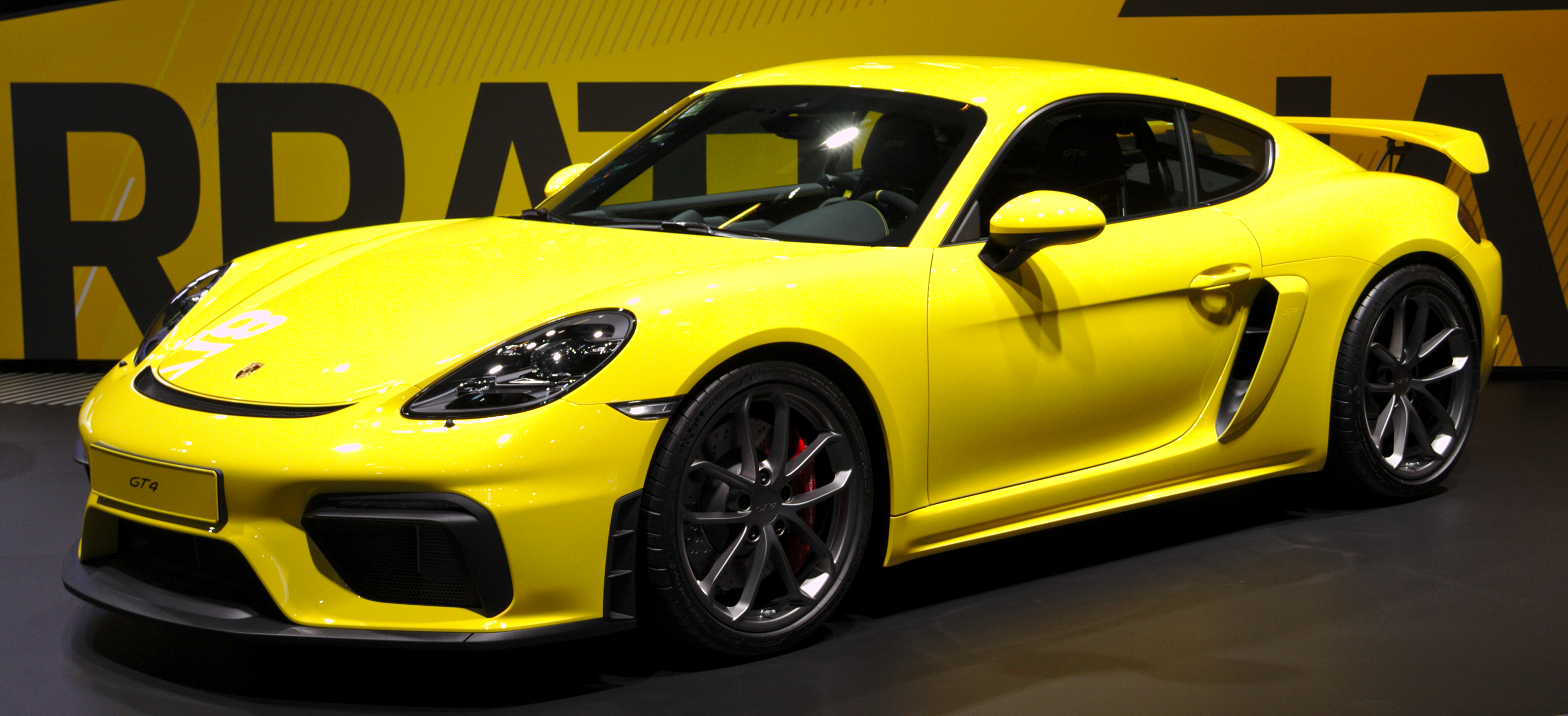
718ケイマンGT4

ポルシェ・982（Porsche 982 ）は、ドイツの自動車メーカーポルシェが製造・販売しているスポーツカーである、718ボクスター（718 Boxster ）および718ケイマン（718 Cayman）のコードネームである。

## 概要
2015年12月10日、ポルシェは「ボクスター」および「ケイマン」の車名を「718ボクスター」と「718ケイマン」にそれぞれ変更すると発表した。ボクスターとしては通算4代目、ケイマンとしては通算3代目となる。
昨今のダウンサイジングコンセプトに倣い、それまでの水平対向6気筒自然吸気エンジンに代わって新たに水平対向4気筒ターボエンジンが搭載された。従来の6気筒と比較して4気筒は振動が大きいため、リアのエンジンフードなど車体の数か所にバラストを搭載して振動を打ち消す工夫がなされている。ターボ化に伴い車体後半部のサブフレームなどは大きく刷新されたが、車体前半部については先代981型との共通パーツが多く用いられている。タービンは1基（シングルターボ）でエンジンの前方に横向きに搭載され、2.5 Lのターボエンジンには低回転域でのレスポンスを高めるために、911ターボと同様のVTG（Variable Turbine Geometry、可変ガイドベーン）機構が組み込まれている。インタークーラーは水冷でエンジンの上側に設置される。エンジンを取り巻くようにタービンや排気管が設置され、エンジンの整備性は981型と比較して大幅に悪くなった。
2019年6月18日、「718スパイダー」と「718ケイマンGT4」が発表された。最高出力420psの4.0 L水平対向6気筒自然吸気エンジンを搭載する。
2020年1月16日、「718ボクスターGTS 4.0」と「718ケイマンGTS 4.0」が発表された。「スパイダー」「GT4」と同一の水平対向6気筒エンジンを搭載するが、ECUのリセッティングによって最高出力は400psに抑えられている。同時に中国市場を除き「GTS」は廃止。
2021年11月17日、「718ケイマンGT4 RS」が発表された。エンジンは911GT3と共通の最高出力500psの4.0 L水平対向6気筒エンジンを搭載する。
2022年11月2日、欧州で「スタイルエディション」を設定すると発表した。ボディーカラーはルビースタイルネオとなる。

## 日本での販売
2016年1月27日、「718ボクスター」が発表され、同年6月1日に国内で披露された。グレードは「718ボクスター」と「718ボクスターS」が導入された。エンジンは「718ボクスター」には2.0 L、「718ボクスターS」には2.5 Lの水平対向4気筒ターボが搭載された。
2016年4月25日、「718ケイマン」が発表され、同年7月1日に国内で披露された。グレードは「718ケイマン」と「718ケイマンS」が導入された。エンジンは「718ボクスター」「718ボクスターS」と共通のものが搭載された。
2017年11月17日、「718ボクスターGTS」と「718ケイマンGTS」が発表された。エンジンは、最高出力365ps、最大トルク430Nmに向上された２.5 L水平対向4気筒エンジンが搭載された。
2019年7月19日、「718スパイダー」と「718ケイマンGT4」の予約受注が開始された。日本市場へはともに右ハンドル仕様が導入された。価格は1215万円〜1237万円。
2020年2月19日、「718ボクスターGTS 4.0」と「718ケイマンGTS 4.0」の予約受注が開始された。価格は1072万円〜1111万円。
2021年11月17日、「718ケイマンGT4 RS」が発表され同日に予約受注が開始された。価格は1843万円。
2022年10月5日、ブレーキブースター警告装置において、インストゥルメントクラスタプログラムが不適切なため、ブレーキブースターの故障時に警告灯が点灯せず警告メッセージ確認後に誤った警告灯が点灯し、保安基準に適合しない可能性があったためリコールを国土交通省に届出。
| グレード             | 販売期間     | 排気量 | エンジン              | 最高出力・最大トルク | 変速機       | 駆動方式 |
| -------------------- | ------------ | ------ | --------------------- | -------------------- | ------------ | -------- |
| 718ケイマンGT4 RS    | 2021年11月 - | 4.0L   | 水平対向6気筒自然吸気 | 500PS/450Nm          | 7速PDK       | MR       |
| 718ボクスターGTS 4.0 | 2020年2月 -  | 4.0L   | 水平対向6気筒自然吸気 | 400PS/420Nm          | 6速MT/7速PDK | MR       |
| 718ケイマンGTS 4.0   | 2020年2月 -  | 4.0L   | 水平対向6気筒自然吸気 | 400PS/420Nm          | 6速MT/7速PDK | MR       |
| 718スパイダー        | 2019年7月 -  | 4.0L   | 水平対向6気筒自然吸気 | 420PS/420Nm          | 6速MT/7速PDK | MR       |
| 718ケイマンGT4       | 2019年7月 -  | 4.0L   | 水平対向6気筒自然吸気 | 420PS/420Nm          | 6速MT/7速PDK | MR       |
| 718ボクスターGTS     | 2017年11月 - | 2.5L   | 水平対向4気筒ターボ   | 365PS/430Nm          | 6速MT/7速PDK | MR       |
| 718ケイマンGTS       | 2017年11月 - | 2.5L   | 水平対向4気筒ターボ   | 365PS/430Nm          | 6速MT/7速PDK | MR       |
| 718ボクスターS       | 2016年1月 -  | 2.5L   | 水平対向4気筒ターボ   | 350PS/420Nm          | 6速MT/7速PDK | MR       |
| 718ケイマンS         | 2016年4月 -  | 2.5L   | 水平対向4気筒ターボ   | 350PS/420Nm          | 6速MT/7速PDK | MR       |
| 718ボクスター        | 2016年1月 -  | 2.0L   | 水平対向4気筒ターボ   | 300PS/380Nm          | 6速MT/7速PDK | MR       |
| 718ケイマン          | 2016年4月 -  | 2.0L   | 水平対向4気筒ターボ   | 300PS/380Nm          | 6速MT/7速PDK | MR       |